# Lobnea
Lobnia (ru. Лобня) este un oraș din Regiunea Moscova, Federația Rusă și are o populație de 64.679 locuitori.